# 白川義員
白川 義員（しらかわ よしかず、1935年〈昭和10年〉1月28日 - 2022年〈令和4年〉4月5日）は、日本の写真家。「地球再発見による人間性回復へ」をテーマに、原始の風景と聖地などを撮り続けた。

## 略年譜
- 1935年（昭和10年） - 愛媛県宇摩郡金生村（現四国中央市）に生まれる。
- 1957年（昭和32年） - 日本大学藝術学部写真学科卒業し、ニッポン放送に入社。
- 1962年（昭和37年） - 移籍したフジテレビを休職し、中日新聞社の特派員として8ヶ月間35ヶ国の撮影取材行い、フリーカメラマンとしての活動を開始。帰国後フジテレビを退社[1]。
- 1972年（昭和47年） - 第13回毎日芸術賞と第22回芸術選奨文部大臣賞を受賞。
- 1981年（昭和56年） - 全米写真家協会の最高写真家賞を受賞。
- 1995年（平成7年） - 第27回日本芸術大賞を受賞。
- 1996年（平成8年） - 『世界百名山』の撮影プロジェクトを開始[5]。
- 1999年（平成11年） - 紫綬褒章を受章。
- 2008年（平成20年） - 『永遠の日本』の撮影プロジェクトを開始[5]。
- 2022年（令和4年） - 死去。

## 主要な撮影テーマ

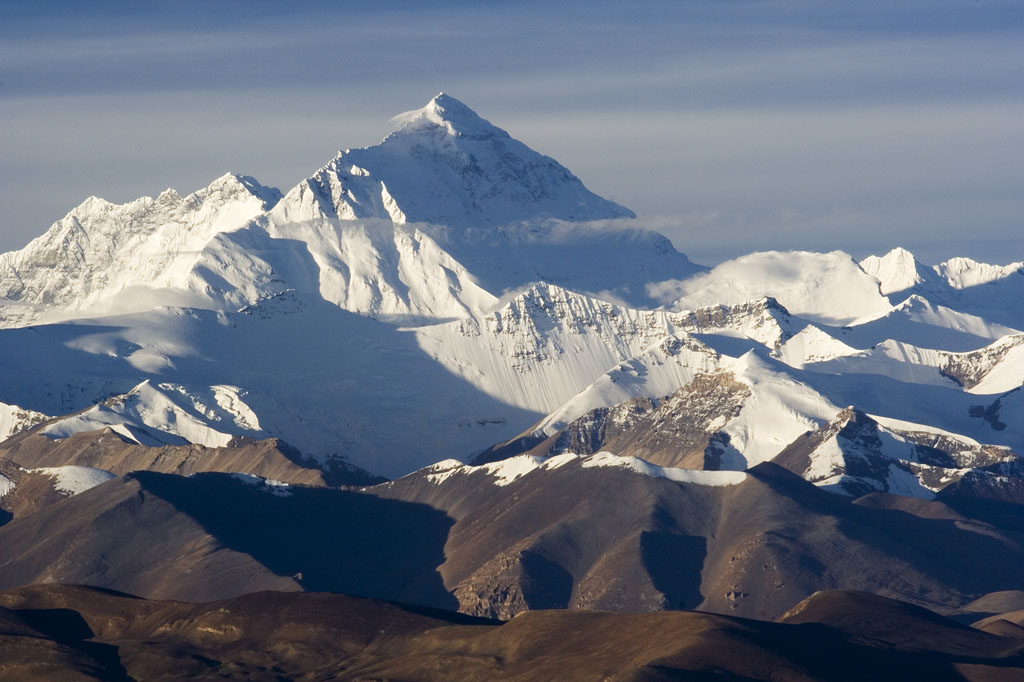
世界百名山の一座に選定したエベレスト

- アルプス - 撮影期間（1962-1967年）
- 神々の原風景 - 撮影期間（1962-1984年）
- ヒマラヤ - 撮影期間（1968-1970年）
- アメリカ大陸 - 撮影期間（1971-1973年）
- 聖書の世界 - 撮影期間（1977-1979年）
- 中国大陸 - 撮影期間（1981-1984年）
- 仏教伝来 - 撮影期間（1981-1987年）
- 南極大陸 - 撮影期間（1991-1993年）
- 世界百名山 - 撮影期間（1997-2002年）
- 世界百名瀑 - 撮影期間（1997-2007年）
- 永遠の日本 - 撮影期間（2008年- ）[5]

## 世界百名山
1996年から『世界百名山』撮影プロジェクトを開始する。エドモンド・ヒラリーらの各国の11名が選考委員を快諾して、この委員と「白川義員世界百名山撮影プロジェクトを支援する会」により、世界の山から110座を選んだ。これをもとに2001年（平成13年）までに、自ら127座すべてを空から撮影した。理想の被写体を求めて、日の出や日没時を含めて360度のあらゆる方向からその山を眺め航空機の窓を開けての撮影を行った。その後100座に絞り込み、作品集『世界百名山』を出版した。2002年（平成14年）には、それらの12作品の写真が国際連合郵政局から記念切手として発行された。このプロジェクトはNHKスペシャルなどの複数のテレビ番組で紹介された。

### 世界百名山選考委員
- クリス・ボニントン （Chris Bonington、イタリア人）
- クルト・ディムベルガー （Kurt Diemberger、オーストリア人）
- 王富洲 （Wang Fuzhou、中国人）
- モーリス・エルゾーグ （Maurice Herzog、フランス人）
- エドモンド・ヒラリー （Edmund Hillary、ニュージーランド人）
- ハリッシュ・カパディア （Harish Kapadia、インド人）
- エドアルド・ミスロフスキー （Edouard Myslovski、ロシア人）
- アル・リード （AI Read、アメリカ人）
- ナジール・サビール （Nazir Sabir、パキスタン人）
- ペルテンバ・シェルパ （Pertemba Sherpa、ネパール人）
- 重廣恒夫 （日本人）

### 世界百名山の選考基準
- 山の品性と格調
- 独自の風格
- 人類の精神史との重要な関わり
- 信仰の対象
- 標高
- 登山史上で有名であること

### 世界百名山リスト
| No. | 山容 | 山名                       | 標高(m) | 山系・国名                  | 備考               |
| --- | ---- | -------------------------- | ------- | --------------------------- | ------------------ |
| 1   |      | エベレスト                 | 8,848   | ヒマラヤ山脈 ネパール       | Everest            |
| 2   |      | カンチェンジュンガ         | 8,586   | ヒマラヤ山脈 ネパール       | Kangchenjunga      |
| 3   |      | クンパカルナ （ジャヌー）  | 7,710   | ヒマラヤ山脈 ネパール       | Kumbhakarna        |
| 4   |      | マカルー                   | 8,462   | ヒマラヤ山脈 ネパール       | Makalu             |
| 5   |      | ローツェ                   | 8,516   | ヒマラヤ山脈 ネパール       | Lhotse             |
| 6   |      | プモリ                     | 7,161   | ヒマラヤ山脈 ネパール       | Pumori             |
| 7   |      | ギャチュン・カン           | 7,952   | ヒマラヤ山脈 ネパール       | Gyachung Kang      |
| 8   |      | チョー・オ・ユー           | 8,201   | ヒマラヤ山脈 ネパール       | Cho Oyu            |
| 9   |      | ドルジェ・ラクパ           | 6,966   | ヒマラヤ山脈 ネパール       | Dorge Lhakpa       |
| 10  |      | チャムラン                 | 7,319   | ヒマラヤ山脈 ネパール       | Chamlang           |
| 11  |      | ガウリ・シャンカー         | 7,134   | ヒマラヤ山脈 ネパール       | Gauri Sankar       |
| 12  |      | アム・ダムラム             | 6,812   | ヒマラヤ山脈 ネパール       | Ama Dablam         |
| 13  |      | ランタン・リルン           | 7,227   | ヒマラヤ山脈 ネパール       | Langtang Lirung    |
| 14  |      | マナスル                   | 8,163   | ヒマラヤ山脈 ネパール       | Manaslu            |
| 15  |      | ヒマルチェリ               | 7,893   | ヒマラヤ山脈 ネパール       | Himalchuli         |
| 16  |      | アンナプルナⅠ              | 8,091   | ヒマラヤ山脈 ネパール       | Annapurna I        |
| 17  |      | マチャプチャレ             | 6,993   | ヒマラヤ山脈 ネパール       | Machhapuchhare     |
| 18  |      | アンナプルナⅡ              | 7,937   | ヒマラヤ山脈 ネパール       | Annapurna II       |
| 19  |      | ダウラギリⅠ                | 8,167   | ヒマラヤ山脈 ネパール       | Dhaulagiri         |
| 20  |      | アピ                       | 7,132   | ヒマラヤ山脈 ネパール       | Api                |
| 21  |      | マッキンリー               | 6,194   | アラスカ山脈 アラスカ       | McKinley           |
| 22  |      | ポーレイカー               | 5,304   | アラスカ山脈 アラスカ       | Foraker            |
| 23  |      | アッシニボイン             | 3,618   | ロッキー山脈 カナダ         | Assiniboine        |
| 24  |      | ローガン山                 | 5,959   | セントエリアス山脈 アラスカ | Logan              |
| 25  |      | ロブソン山                 | 3,954   | ロッキー山脈 カナダ         | Robson             |
| 26  |      | パイネ・グランデ           | 3,050   | アンデス山脈 パタゴニア     | Paine Grande       |
| 27  |      | フィッツ・ロイ山           | 3,359   | アンデス山脈 パタゴニア     | Fitz Roy           |
| 28  |      | アコンカグア               | 6,962   | アンデス山脈 パタゴニア     | Aconcagua          |
| 29  |      | サルカンタイ               | 6,271   | アンデス山脈 パタゴニア     | Salcantay          |
| 30  |      | イェルパパ                 | 6,635   | アンデス山脈 パタゴニア     | SaYerupajá         |
| 31  |      | ワスカラン                 | 6,768   | アンデス山脈 パタゴニア     | Huascarán          |
| 32  |      | ワンドイ                   | 6,395   | アンデス山脈 パタゴニア     | Huandoy            |
| 33  |      | チャクララフ               | 6,112   | アンデス山脈 パタゴニア     | Chacraraju         |
| 34  |      | サンタ・クルス山           | 6,241   | アンデス山脈 パタゴニア     | Santa Cruz         |
| 35  |      | アルパマーヨ               | 5,947   | アンデス山脈 パタゴニア     | Alpamayo           |
| 36  |      | コトパクシ山               | 5,897   | アンデス山脈 パタゴニア     | Cotopaxi           |
| 37  |      | チンボラッソ               | 6,282   | アンデス山脈 パタゴニア     | Chimborazo         |
| 38  |      | K2                         | 8,611   | パキスタン                  | K2                 |
| 39  |      | ムズターグ・タワー         | 7,273   | パキスタン                  | Muztagh Tower      |
| 40  |      | ブロード・ピーク           | 8,051   | パキスタン                  | Broad Peak         |
| 41  |      | ガッシャーブルムI峰        | 8,080   | パキスタン                  | Gasherbrum I       |
| 42  |      | ガッシャーブルムII峰       | 8,035   | パキスタン                  | Gasherbrum II      |
| 43  |      | ガッシャーブルムIV峰       | 7,925   | パキスタン                  | Gasherbrum IV      |
| 44  |      | マッシャーブルム           | 7,821   | パキスタン                  | Masherbrum         |
| 45  |      | チョゴリザ                 | 7,665   | パキスタン                  | Chogolisa          |
| 46  |      | サルトロ・カンリ           | 7,742   | パキスタン                  | Saltoro Kangri     |
| 47  |      | バインター・ブラック       | 7,285   | パキスタン                  | Baintha Brakk      |
| 48  |      | ディステギール・サール     | 7,885   | パキスタン                  | Distaghil Sar      |
| 49  |      | トリヴォール               | 7,577   | パキスタン                  | Trivor             |
| 50  |      | キンヤン・キッシュ         | 7,852   | パキスタン                  | Khinyang Chhish    |
| 51  |      | ラカポシ山                 | 7,788   | パキスタン                  | Rakaposhi          |
| 52  |      | スパンティーク             | 7,027   | パキスタン                  | Spantik            |
| 53  |      | マルビティン               | 7,485   | パキスタン                  | Malubiting         |
| 54  |      | ハラモシュ                 | 7,397   | パキスタン                  | Haramosh Peak      |
| 55  |      | バトゥーラI                | 7,795   | パキスタン                  | Batura I           |
| 56  |      | ティリチ・ミール           | 7,708   | パキスタン                  | Tirich Mir         |
| 57  |      | ナンガ・パルバット         | 8,126   | パキスタン                  | Nanga Parbat       |
| 58  |      | モンブラン                 | 4,810   | アルプス山脈 ヨーロッパ     | Blanc              |
| 59  |      | グランド・ジョラス         | 4,208   | アルプス山脈 ヨーロッパ     | Grandes Jorasses   |
| 60  |      | アイガー                   | 3,970   | アルプス山脈 ヨーロッパ     | Eiger              |
| 61  |      | ヴァイスホルン             | 4,506   | アルプス山脈 ヨーロッパ     | Weisshorn          |
| 62  |      | マッターホルン             | 4,478   | アルプス山脈 ヨーロッパ     | Matterhorn         |
| 63  |      | キリマンジャロ             | 5,895   | タンザニア                  | Kilimanjaro        |
| 64  |      | ルウェンゾリ               | 5,109   | ウガンダ                    | Rwenzori Mountains |
| 65  |      | ケニア山                   | 5,199   | ケニア                      | Kenya              |
| 66  |      | シナイ山                   | 2,285   | エジプト                    | Sinai              |
| 67  |      | アララット山               | 5,137   | トルコ                      | Ararat             |
| 68  |      | ダマヴァンド山             | 5,610   | イラン                      | Damavand           |
| 69  |      | ナンダ・デヴィ             | 7,816   | インド                      | Nanda Devi         |
| 70  |      | ニルカンタ                 | 6,596   | インド                      | Nilkantha          |
| 71  |      | シブリン                   | 6,543   | インド                      | Shivling           |
| 72  |      | サトパント                 | 7,075   | インド                      | Satopanth          |
| 73  |      | カメット                   | 7,756   | インド                      | Kamet              |
| 74  |      | セサール・カンリI          | 7,672   | インド                      | Saser Kangri I     |
| 75  |      | マモストン・カンリI        | 7,516   | インド                      | Mamostong Kangri I |
| 76  |      | リモI                      | 7,385   | インド                      | Rimo I             |
| 77  |      | シニオルチュー             | 6,888   | インド                      | Siniolchu          |
| 78  |      | ムズターグ・アタ           | 7,546   | 中国                        | Muztagh Ata        |
| 79  |      | メンルンツェ               | 7,181   | 中国                        | Menlungtse         |
| 80  |      | ナムナミ・フェン           | 7,694   | 中国                        | Namunami Feng      |
| 81  |      | カンリンボチェ・フェン     | 6,636   | 中国                        | Kangrinboqê Feng   |
| 82  |      | シシャパンマ               | 8,013   | 中国                        | Shishapangma       |
| 83  |      | チョモラーリ               | 7,326   | 中国                        | Chomolhari         |
| 84  |      | クーラ・カンリ             | 7,554   | 中国                        | Kula Kangri        |
| 85  |      | ギャラ・ペリ               | 7,294   | 中国                        | Gyala Peri         |
| 86  |      | ナムチャ・バルワ           | 7,782   | 中国                        | Namcha Barwa       |
| 87  |      | ミニヤ・コンカ             | 7,556   | 中国                        | Minya Konka        |
| 88  |      | カンケル・プンズム         | 7,570   | ブータン                    | Gangkhar Puenzum   |
| 89  |      | ジチュダケ                 | 6,809   | ブータン                    | Jichudrake         |
| 90  |      | イスモイル・ソモニ峰       | 7,495   | ロシア 中央アジア           | Pik Kommunizma     |
| 91  |      | レーニン峰                 | 7,134   | ロシア 中央アジア           | Pik Lenina         |
| 92  |      | ハン・テングリ             | 7,010   | ロシア 中央アジア           | Khan Tengri        |
| 93  |      | ポベーダ山                 | 7,439   | ロシア 中央アジア           | Pik Pobedy         |
| 94  |      | ウシュバ                   | 4,710   | ロシア 中央アジア           | Ushba              |
| 95  |      | エルブルス山               | 5,642   | ロシア 中央アジア           | Elbrus             |
| 96  |      | カールステンツ・ピラミッド | 4,884   | インドネシア                | Carstensz Pyramid  |
| 97  |      | クック山                   | 3,754   | ニュージーランド            | Cook               |
| 98  |      | 白頭山                     | 2,744   | 北朝鮮                      | Paektu             |
| 99  |      | ヴィンソン・マシフ         | 4,892   | 南極大陸                    | Vinson Massif      |
| 100 |      | 富士山                     | 3,776   | 日本                        | Fujisan            |
| No. | 山容 | 山名                       | 標高(m) | 山系・国名                  | 備考               |

## パロディ・モンタージュ写真事件
1970年1月、パロディ作家であるマッド・アマノが、白川義員のアルプスで滑降するスキーヤーと山を撮った写真作品にタイヤの跡を付けたパロディ作品を作品集『SOS』として発表。1971年9月、白川が東京地方裁判所に著作権侵害で訴えた事件。「パロディは見る側の自由な批評の一つであり著作権として認めるべきで、もっと発展させていかなければいけない」という美術評論家、針生一郎の意見などもあったが、東京地裁は白川勝訴の判断を下した。

## 関連テレビ番組
- 『世界・わが心の旅 マッターホルン・一瞬の啓示 写真家・白川義員』NHK BS-2、1996年2月20日放送[15][16]
- 『BS正月特集 写真家 白川義員 世界百名山に挑む 第1章 エベレスト』NHK BS-2、2001年1月1日放送[11]
- 『BS正月特集 写真家 白川義員 世界百名山に挑む 第2章 パキスタン・カラコルム』NHK BS-2、2001年1月2日放送[12]
- 『写真家 白川義員 世界百名山に挑む』NHK BS-hi、2001年4月30日放送[13]
- 『人類起源の大地に滝が流れる ～白川義員アフリカを撮る～』NHK総合「NHKスペシャル」、2006年1月1日放送[17]
- 『とっておき世界遺産100 聖なる滝の伝説』NHK総合、2008年8月26日放送[18]
- 『白川義員 “天地創造”を撮る』NHK BSプレミアム、2018年2月7日放送[19][20]

## 関連書籍

### 白川義員作品集
- 『白い山』朋文堂、1960年。 ASIN B000JAR07C。
- 『アルプス』講談社、1969年。 ASIN B000J9EBXY。ヨーロッパ各国とアメリカなどの海外版も出版。
- 『ヒマラヤ』小学館、1971年。 ASIN B000J9EX0A。

愛蔵版、1975年、ASIN B000J9EWUQ。アメリカ版、イタリア版、インド版、ドイツ版も出版。
- 『アメリカ大陸』講談社、1975年。 ASIN B000J93L1M。
- 『キリストの生涯』キリストの生涯刊行会、1980年。 ASIN B07R9MG48H
- 『新約聖書の世界』小学館、1980年。ISBN 978-409-6991022。
  - 『新約聖書の世界』小学館、1983年10月。ISBN 4096800228。愛蔵版
- 『新約聖書の世界』小学館、1980年。ISBN 978-409-6800225。
  - 『旧約聖書の世界』小学館、1983年12月。ISBN 4096800236。愛蔵版
- 白川義員山岳写真全集
  - 『錦秋と火の山 日本』小学館〈白川義員山岳写真全集1〉、1982年8月。ISBN 978-4-09-554001-6。 ASIN B000J7MQC4。
  - 『神います峻嶺 ネパール・ヒマラヤ』小学館〈白川義員山岳写真全集2〉、1982年10月。ISBN 978-4-09-554002-3。傑作選 ASIN B000J7KRWU。
  - 『太古の世界 カラコルムほか』小学館〈白川義員山岳写真全集3〉、1983年2月。ISBN 978-4-09-554003-0。 ASIN B000J7HGCY。
  - 『光と原色の交響曲 アルプス』小学館〈白川義員山岳写真全集4〉、1982年12月。ISBN 978-4-09-554004-7。 ASIN B000J7J26M。
  - 『極北の山河 アラスカ』小学館〈白川義員山岳写真全集5〉、1982年4月。ISBN 4095540052。
  - 『明闇の造型 モノクローム傑作選』小学館〈白川義員山岳写真全集6〉、1983年6月。ISBN 4095540060。
- 『中国大陸 上巻 悠久の山河』小学館〈白川義員作品集〉、1984年7月。ISBN 4096991031。
- 『中国大陸 下巻 天壌無限』小学館〈白川義員作品集〉、1984年7月。ISBN 409699104X。
- 『神々の原風景』学習研究社〈白川義員作品集〉、1985年7月。ISBN 4051017036。
- 『仏教伝来1 インドから西域へ』学習研究社〈白川義員作品集〉、1987年5月。ISBN 4050049686。
- 『仏教伝来2 シルクロードから飛鳥へ』学習研究社〈白川義員作品集〉、1986年7月。ISBN 4050049678。
- 『仏教伝来3 インドから南海諸国へ』学習研究社〈白川義員作品集〉、1987年10月。ISBN 4051017028。
  - 『仏教伝来』小学館、2016年2月。ISBN 4096998834。新版
- 『白川義員の世界　作品集』毎日新聞社、1991年10月。ISBN 4-620-90435-X。傑作選
- 『南極大陸 上巻　超絶の天然』小学館〈白川義員作品集〉、1994年7月。ISBN 4096991058。
- 『南極大陸 下巻　永遠の時空』小学館〈白川義員作品集〉、1994年11月。ISBN 4096991066。
- 世界百名山
  - 『世界百名山Ⅰ ネパール　南北アメリカ』小学館〈白川義員作品集〉、2000年12月。ISBN 4096991074。
  - 『世界百名山Ⅱ パキスタン　ヨーロッパ・アルプスほか』小学館〈白川義員作品集〉、2001年8月。ISBN 4096991082。
  - 『世界百名山Ⅲ インド　中国ほか』小学館〈白川義員作品集〉、2002年5月。ISBN 4096991090。
  - 『白川義員 世界百名山』小学館〈愛蔵版〉、2007年8月。ISBN 4096811556。
- 世界百名瀑 
  - 『世界百名瀑Ⅰ アフリカ大陸　オセアニア』小学館〈白川義員作品集〉、2007年5月。ISBN 9784096998212。
  - 『世界百名瀑Ⅱ 南アメリカ　北アメリカ』小学館〈白川義員作品集〉、2007年8月。ISBN 9784096998229。
  - 『世界百名瀑Ⅲ ヨーロッパ　アジア』小学館〈白川義員作品集〉、2007年12月。ISBN 9784096998236。
- 『永遠の日本』小学館〈白川義員作品集〉、2012年11月。ISBN 4096998605。
- 『天地創造　THE EARTH』小学館〈白川義員作品集〉、2020年3月。ISBN 4096823082。

### 著書・小著
- 『白川義員　昭和写真・全仕事2』朝日新聞社、1982年。ISBN 402-2581220。全15巻
- 『聖書の世界』 新潮社〈とんぼの本〉、1984年7月。ISBN 410-6019124
  - 『聖書の世界』 新潮社〈とんぼの本〉、2003年10月。ISBN 410-6021080。再編版
- 『南極撮影・12万キロ　前人未到・大陸一周に賭けた21年間の記録』小学館、1995年8月。ISBN 409387154X
- 『悠久の山河　中国大陸 上巻』 小学館文庫ヴィジュアル版、2005年1月。ISBN 409-411601X
- 『天空の聖山　中国大陸 下巻』 小学館文庫ヴィジュアル版、2005年4月。ISBN 409-4116028

### その他の書籍
- 白川義員『スキーをはじめる人に』浪速書房、1963年。 ASIN B000JAHUPY。
- 白川義員『山岳写真の技法』理工学社、1973年9月。
- 白川義員『山岳写真の技法』改装版、理工学社、1986年3月。ISBN 4844584030。
- 『名作写真館 1巻 白川義員(1)「世界百名山」』小学館〈小学館アーカイヴスベスト・ライブラリー〉、2006年2月。ISBN 4091054013。
- 『名作写真館(18)　聖地』小学館〈小学館アーカイヴスベスト・ライブラリー〉、2006年5月。ISBN 4091054188。